# Scleronotus
Scleronotus is een kevergeslacht uit de familie van de boktorren (Cerambycidae). De wetenschappelijke naam van het geslacht werd voor het eerst geldig gepubliceerd in 1855 door White.

## Soorten
Scleronotus omvat de volgende soorten:
- Scleronotus angulatus Aurivillius, 1916
- Scleronotus anthribiformis Aurivillius, 1916
- Scleronotus egensis White, 1855
- Scleronotus flavosparsus Melzer, 1935
- Scleronotus hirsutus Júlio, 1998
- Scleronotus monticellus Júlio, 1998
- Scleronotus scabrosus Thomson, 1861
- Scleronotus strigosus Júlio, 1998
- Scleronotus stupidus Lacordaire, 1872
- Scleronotus tricarinatus Júlio, 1998